# 细梗紫菊
细梗紫菊（学名：Notoseris gracilipes）是菊科紫菊属的植物，是中国的特有植物。分布于中国大陆的广东、四川等地，生长于海拔1,600米至2,100米的地区，多生长在山坡林下，目前尚未由人工引种栽培。